# カズバンタナ
カズバンタナは、日本の男性レゲエシンガーソングライター。

## 概要
関西を中心に活動するレゲエ歌手。愛知県で開催されていたクラブイベント『FLY AND FLASHY』に出演した際、共演者であったholy the 1stに見出され、インディーズレーベルStudio SoCoからデビューが決まる。2012年9月、楽曲『R×B×R feat.カズバンタナ』が各国で音楽配信される。

## ディスコグラフィ

### 配信
- 『R×B×R feat.カズバンダナ』（2012年9月19日）